# Euthochtha
Genre
Euthochtha est un genre monotypique d'insectes hémiptères de la famille de Coreidae.

## Liste d'espèces
Selon  Species File (11 juillet 2020) :
- Euthochtha galeator (Fabricius, 1803)